# Riccardo Muccioli
Riccardo Muccioli (San Marino, 27 agosto 1974) è un ex calciatore sammarinese, di ruolo centrocampista.

## Carriera

### Club
Gioca prevalentemente in squadre del ravennate. Inizia a metà anni 90 al Bagnacavallo, nel 1999-2000 milita nel Voltana. Dal 2000 al 2002 gioca per il Russi, nella prima stagione da professionista in Serie C2. Nel 2002-2003 passa poi nel campionato Sammarinese con il Faetano mentre nell'anno seguente veste la maglia del Baracca Lugo in Eccellenza. Dal 2006 gioca per il Savarna.

### Nazionale
Con la maglia del San Marino ha giocato diverse partite, tra queste anche le qualificazioni al mondiale del 2002 e all'europeo del 2008. Pur non realizzando reti, sono da segnalare il rigore conquistato contro l'Austria (trasformato poi da Andy Selva), l'assist per Nicola Albani per lo storico 1-1 in Lettonia, oltre al gol sfiorato con il Belgio.